# Peratophyga biconcava
Peratophyga biconcava là một loài bướm đêm trong họ Geometridae.